# Steinbühl (Lengenfeld)
Der Steinbühl ist eine Anhöhe in Nordbayern südwestlich der Ortschaft Lengenfeld bei Tirschenreuth. Der Gipfel liegt auf 561 m ü. NHN inmitten der Naab-Wondreb-Senke.

## Geographie
Der Steinbühl ist die höchste Erhebung der Naab-Wondreb-Senke. Nördlich des Gipfels verläuft die Kreisstraße TIR 2.

## Karten
- Geodaten im BayernAtlas